# Drôme
Il dipartimento della Drôme (in occitano e in italiano storico Droma) è un dipartimento francese della regione Alvernia-Rodano-Alpi.
Il dipartimento fu creato durante la Rivoluzione francese, il 4 marzo del 1790, in applicazione della legge del 22 dicembre del 1789, con una parte della provincia del Delfinato.
Le principali città, oltre al capoluogo Valence, sono Montélimar, Die e Nyons.
I suoi confini furono più volte modificati, in seguito all'annessione della contea del Contado Venassino nel 1792 e alla creazione del dipartimento di Vaucluse nel 1793. Le città di Carpentras e di Valréas, in particolare, fecero parte del dipartimento per brevi periodi. Si è venuta quindi a creare una enclave del dipartimento della Vaucluse (cantone di Valréas) entro il territorio del dipartimento della Drôme, la più grande di questo genere in Francia.
Gli abitanti sono detti Drômois.

## Storia
Il territorio del dipartimento era occupato dalle tribù galliche degli Allobrogi (lungo il fiume Isère), dei Voconzi (nella regione di Die e di Nyons), e dei Cavari (nella regione di Valence).
Successivamente si aggiunsero le tribù dei Segalauni e dei Tricastini. Questi ultimi occuparono i cantoni di Saint-Paul-Trois-Châteaux e di Valréas, oggi nella Vaucluse, e parte del cantone di Grignan. Sono citati ancora i Vercatomicori, che abitavano sul massiccio del Vercors e i Medulli, a nord di Crest.
Nel 218 a.C. il generale cartaginese Annibale attraversò il territorio dei Tricastini e dei Voconzi senza incontrare resistenza, nel corso della sua marcia verso l'Italia, durante la Seconda guerra punica. Il territorio fu occupato dai Romani circa un secolo più tardi: gli Allobrogi e gli Arverni vennero sconfitti dal console romano Quinto Fabio Massimo presso l'odierna Tain-l'Hermitage e le valli della Drôme e dell'Isère furono integrate nella provincia romana della Gallia Narbonese.
Dopo la conquista romana le fertili vallate furono popolate da numerose colonie. La città di Augusta Tricastinorum, capitale dei Tricastini, oggi Saint-Paul-Trois-Châteaux, era conosciuta per la fabbricazione di specchi in rame. I resti romani tuttora conservati ci mostrano che anche Dea Augusta Vocontiorum, oggi Die, era una città di una certa importanza. Julia Valencia, oggi Valence, fu la sede del proconsole che governava il territorio.
Nel 355 il futuro imperatore Giuliano fu posto al comando di un esercito destinato a respingere i barbari presso la città di Cerebelliaca, oggi Chabeuil.
Più tardi nel IV secolo Astaulfo, re dei Visigoti si impadronì di Valence. Nel 430 l'invasione degli Alani devastò il territorio tra la Loira e il Rodano. Infine si installarono a Valence i Burgundi, che già si erano impadroniti della valle della Saona. Il regno burgundo si estendeva fino alla riva destra della Durance e durò fino al 534, conservando la propria autonomia fino al 752 anche sotto la dominazione dei Franchi, quando fece parte del regno di Austrasia. Nel 757 Valence e la sua regione furono saccheggiate dai Saraceni. Nell'877 furono i Normanni, discendendo la vallata del Rodano, a mettere a ferro e fuoco Valence e le altre città della regione.
Nei secoli XI, XII e XIII la popolazione continuò a diminuire per le dispute che opponevano fra loro signori, conti e vescovi. In particolare Valence e la sua regione, che Federico I aveva ceduto in signoria ai vescovi della città, fu oggetto di una lunga lotta tra i vescovi e i conti di Poitiers, che avevano dominato in precedenza la regione.
Valence fu una delle prime città ad aderire alla Riforma luterana, che fu accolta con fervore in tutta la regione, sostenuta da molti dei signori. Il luogotenente generale della provincia, Maugiron, fu inviato contro Valence per fermare i progressi del luteranesimo, ma i prostestanti presero le armi e nel 1560 cominciò una guerra civile: un altro luogotenente generale, La Motte-Gondrin, venne assassinato e il suo cadavere appeso alle finestre della sua abitazione. L'episodio della notte di San Bartolomeo ebbe come conseguenza lotte ancora più accanite e nella regione vi furono un gran numero di vittime. Il paese fu finalmente pacificato solo sotto Enrico IV. Sotto Luigi XIII il cardinale Richelieu ordinò la distruzione di diverse fortezze e il castello di Crest non conservò che la torre centrale.
Alla revoca dell'Editto di Nantes i combattimenti ripresero e la popolazione delle città di Die e di Valence diminuì ulteriormente.
All'epoca della Rivoluzione francese la popolazione della regione vi aderì entusiasticamente.
Successivamente, nel 1815, il duca d'Angoulême tentò invano di sbarrare il passo a Napoleone al ponte sul fiume Drôme.
La regione resistette accanitamente al colpo di Stato del 2 dicembre 1851 e si ebbero importanti combattimenti a Crest, la cui torre rinchiuse per qualche tempo ben 300 prigionieri, la maggior parte dei quali terminò i suoi giorni alla Caienna.

## Geografia fisica
Il dipartimento della Drôme confina con i dipartimenti dell'Ardèche, dell'Isère, delle Alte Alpi (Hautes-Alpes), delle Alpi dell'Alta Provenza (Alpes-de-Haute-Provence) e di Vaucluse.
Il nome deriva da quello della Drôme, un affluente del Rodano lungo 110 km.
Il dipartimento si estende in lunghezza per circa 150 km da nord-ovest a sud-est, e varia molto in larghezza: circa 25 km all'altezza di Tain-l'Hermitage, 50 km presso Valence, 90 km a Saillans e 60 km presso Grignan.
Sono presenti tre diverse regioni naturali: la parte settentrionale, tra il Rodano e l'Isère, è una regione collinare che non supera l'altitudine di 550 m, ricca di corsi d'acqua e di sorgenti (Valloire).
La valle del Rodano tra l'Isère e l'Eygues corre tra il fiume ad ovest e verso est una linea sinuosa di basse montagne, che rappresentano i primi contrafforti delle Alpi e da cui discendono molti affluenti del Rodano. La zona pianeggiante presso il fiume è di modesta entità, ad eccezione che presso Puy-Saint-Martin. Sotto Montélimar, le montagne cominciano ad avvicinarsi al fiume, che sopra Donzère scorre tra le rocce di Châteauneuf-du-Rhône e le montagne dell'Ardèche.
Il bacino superiore del fiume, in zona montagnosa, occupa i restanti due terzi del dipartimento in direzione est. Le cime si vanno elevando verso il cuore del Massiccio del Vercors e si ricollegano alle catene della Vaucluse e delle Alpi. Qui si raggiunge la maggiore elevazione con il Rocher Rond (2.453 m) nelle montagne delle Aiguilles. Queste appartengono al massiccio del Dèvoluy che prosegue anche nel confinante dipartimento dell'Isére. L'altopiano del massiccio del Vercors non supera i 1.800 m, ma appena più a sud si trovano i monti del Glandaz, nei quali molte cime si avvicinano ai 2.000 m.